# Caconemobius akusekiensis
Caconemobius akusekiensis är en insektsart som först beskrevs av Oshiro 1990.  Caconemobius akusekiensis ingår i släktet Caconemobius och familjen syrsor. Inga underarter finns listade i Catalogue of Life.